# Глянув
Глянув (пол. Glanów) — село в Польщі, у гміні Тшицьонж Олькуського повіту Малопольського воєводства.
Населення — 417 осіб (2011).
У 1975-1998 роках село належало до Краківського воєводства.

## Демографія
Демографічна структура станом на 31 березня 2011 року:
|          | Загалом | Допрацездатний вік | Працездатний вік | Постпрацездатний вік |
| -------- | ------- | ------------------ | ---------------- | -------------------- |
| Чоловіки | 209     | 45                 | 129              | 35                   |
| Жінки    | 208     | 39                 | 118              | 51                   |
| Разом    | 417     | 84                 | 247              | 86                   |